# Воргуша
Воргуша — река в Переславском районе Ярославской области, левый приток реки Трубеж.
Впадает в Трубеж в 3,3 км от устья на окраине Переславля-Залесского. Длина реки 6,8 км, площадь бассейна 12,5 км². Исток находится у деревни Троицкое — родник Ильи Пророка, течёт на северо-восток. На реке расположена деревня Луговая слобода; неподалёку находятся Ямская, Сокольская и Грачковская слободы. В нижнем течении часть реки включена в систему мелиоратитвных осушительных каналов.